# Thomas Flanagan
Thomas Joseph Flanagan (ur. 23 października 1930 w Rathmore, Irlandia, zm. 9 października 2019 w San Antonio) – amerykański duchowny katolicki pochodzenia irlandzkiego, biskup pomocniczy San Antonio w latach 1998–2005.

## Życiorys
Święcenia kapłańskie otrzymał 10 czerwca 1956 i inkardynowany został do archidiecezji San Antonio.
5 stycznia 1998 papież Jan Paweł II mianował go biskupem pomocniczym San Antonio ze stolicą tytularną Bavagaliana. Sakrę otrzymał z rąk swego ówczesnego zwierzchnika Patricka Floresa. Na emeryturę przeszedł 15 grudnia 2005.